# Систем за идентификацију земљишних парцела
Систем за идентификацију земљишних парцела (енгл. Land Parcel Identification System - LPIS) је електронска база података о референтним парцелама пољопривредног земљишта, којим се на јединствен начин евидентира стварни начин коришћења пољопривредног земљишта, као и настале промене у простору (на основу просториних података из области геодезије, екологије, шумарства, хидрографије, инфраструктуре, енергетике, просторног планирања, грађевине, пољопривреде и др.), а која се користи за спровођење мера пољопривредне политике и политике руралног развоја.

## Технологија
LPIS се превасходно заснива на авио или сателитским снимцима који служе као референца за администрацију. Пружају стабилну, ажурирану и веродостојну просторну референцу за тачну локализацију пољопривредне парцеле, дајући приказ територије са јединствено дефинисаним јединицама управљања (референтним парцелама) које се не поклапају и на којима може да се одвија пољопривредна делатност.
Референтна парцела је непрекинута површина пољопривредног земљишта која се користи за пољопривредну производњу и која је класификована у односу на начин коришћења земљишта.

#### Карактеристике различитих обилка референтних парцела
|  | Пољопривредна парцела                                       | Катастарска парцела                                                                                          | Пољопривредни (произвођачки) блок                                                                | Физички/Топографски блок |
|  | ----------------------------------------------------------- | --- | ------------------------------------------------------------------------------------------------ | --- |
|  | - један пољопривредник - једна пољопривредна култура (усев) | - један пољопривредник или више њих - једна пољопривредна култура (усев) или више њих - на основу власништва | - један пољопривредник - једна пољопривредна култура (усев) или више њих - без природних граница | - један пољопривредник или више њих - једна пољопривредна култура (усев) или више њих - површина ограничена одређеним обележјима (канали, ограде, зидови итд.) |

LPIS се води у дигиталном и графичком облику, на основу карата, катастарских докумената или других топографско-картографских података, алфанумеричких података, укључујући географски информациони систем, дигитални ортоснимак (не старији од три године), сателитске снимке, примену даљинске детекције и других метода прикупљања података који омогућавају потребну тачност у функционисању система, узимајући у обзир структуру и стање референтне парцеле.
LPIS представља кључну компоненту Интегрисаног система управљања и контроле (Integrated Administration and Control System – IACS) који представља најважнији алат за управљање и контролу плаћања подстицајних средстава пољопривредним газдинствима (произвођачима).
IACS је комплексан ИТ систем који се састоји од великог броја међусобно повезаних елемената:
- Регистра пољопривредних газдинстава (FR), који осигурава јединствену идентификацију пољопривредних газдинстава (произвођача);
- Система идентификације земљишних парцела (LPIS), за идентификацију пријављених пољопривредних парцела;
- Система за идентификацију и регистрацију животиња (I&R), за идентификацију пријављених животиња;
- Система за идентификацију права на плаћања;
- Апликативног система за обраду (јединственог) захтева за подстицаје помоћу геопросторних података (GSAA), преко кога пољопривредна газдинства (произвођачи) подносе захтев за подстицај;
- Интегрисаног контролног система (ICS), који омогућава контролу поднетих захтева за подстицаје;
- Базе података и софтверске апликације, које омогућавају обрађивање захтева за подстицаје од њихове припреме до исплате и преглед архивираних података

### Компоненте система
Систем идентификације земљишних парцела чине:
- Референтне парцеле;
- Основни геоподаци (попут катастарских слојева, ортофото снимака, топографских карата, итд.);
- Екстерни геоподаци (попут заштићених природних подручја (у складу са законом о заштити животне средине), зоне осетљиве на нитрате и др.);
- Подручја еколошког фокуса (озелењавање)
- Неприхватљиве карактеристике (објекти)

## Употреба
Систем идентификације земљишних парцела (LPIS) се користи као референтна база података о пољопривредним парцелама и као основа за плаћања у вези са површинама свим пољопривредницима у земљама чланицама ЕУ а у вези са Заједничком пољопривредном политиком (Common agricultural policy - CAP).  Ова плаћања (су)финансирају Европски гарантни фонд за пољопривреду (European agricultural guarantee fund - EAGF) и Европски пољопривредни фонд за рурални развој (European agricultural fund for rural development - EAFRD). LPIS је кључна компонента IACS-a, и користи се:
- да јасно лоцира све прихватљиво пољопривредно земљиште које се налази у референтним парцелама
- да израчуна њихову максималну прихватљиву површину (Maximum eligible area - MEA)

Користећи LPIS могуће је одредити максималну прихватљиву површину (МЕА) по референтној парцели за релевантне шеме директног плаћања и мере руралног развоја. Различити критеријуми прихватљивости могу се примењивати на сваку шему или меру и/или свака референтна парцела може имати по неколико максимално прихватљивих површина (МЕА). LPIS се такође користи за унакрсну проверу током процедура административне контроле и као основа за провере на лицу места од стране националних агенција за плаћања земаља чланица ЕУ.
Заједно са подацима из Регистра пољопривредних газдинстава (РПГ), подаци о коришћењу земљишта и пријављеној површини и усевима од стране пољопривредника користе се као поуздани извор за различите анализе и статистике која се односи на област пољопривреде. LPIS се такође може користити и као референца за регистре сталних засада (винова лозе, ораха, итд.) или органске производње и друге регистре.